# Erick Walder
Erick Walder, född den 5 november 1971 i Mobile i Alabama, är en amerikansk före detta friidrottare som tävlade i längdhopp.
Walders genombrott kom när han slutade fyra vid VM 1993 i Stuttgart. Under 1995 blev han bronsmedaljör vid inomhus VM efter ett hopp på 8,14. Hans stora merit kom när han slutade tvåa vid VM i Aten 1997 efter att ha hoppat 8,38, den enda som slog honom var Iván Pedroso. 
Under 1999 blev han åter bronsmedaljör vid inomhus VM men vid utomhus VM samma år misslyckades han att ta sig vidare till finalen.
Han stängdes vidare av för dopingbrott mellan 2004 och 2006.

## Personligt rekord
- 8,74 från en tävling 1994